# Stefan Hummel
Stefan Hummel (* 1980 in Regensburg) ist ein deutscher Koch.

## Werdegang
Hummel entstammt einer Gastronomenfamilie aus Duggendorf, das Haus ist ein ehemaliger Gutshof aus dem 17. Jahrhundert.
Nach der Ausbildung im Roten Hahn in Regensburg wechselte Hummel zum Landhaus Feckl bei Franz Feckl in Ehningen (ein Michelinstern), zum Restaurant Falconera in Öhningen (ein Michelinstern) und zur Mettnaustube in Radolfzell.
Seit 2014 ist Hummel Küchenchef im heimatlichen Betrieb in Duggendorf. Sein Restaurant Hummels Gourmetstube wurde 2022 mit einem Michelinstern ausgezeichnet.

## Auszeichnungen
- 2022: Ein Michelinstern für Restaurant Hummels Gourmetstube in Duggendorf[4]